# 醫療溫度計

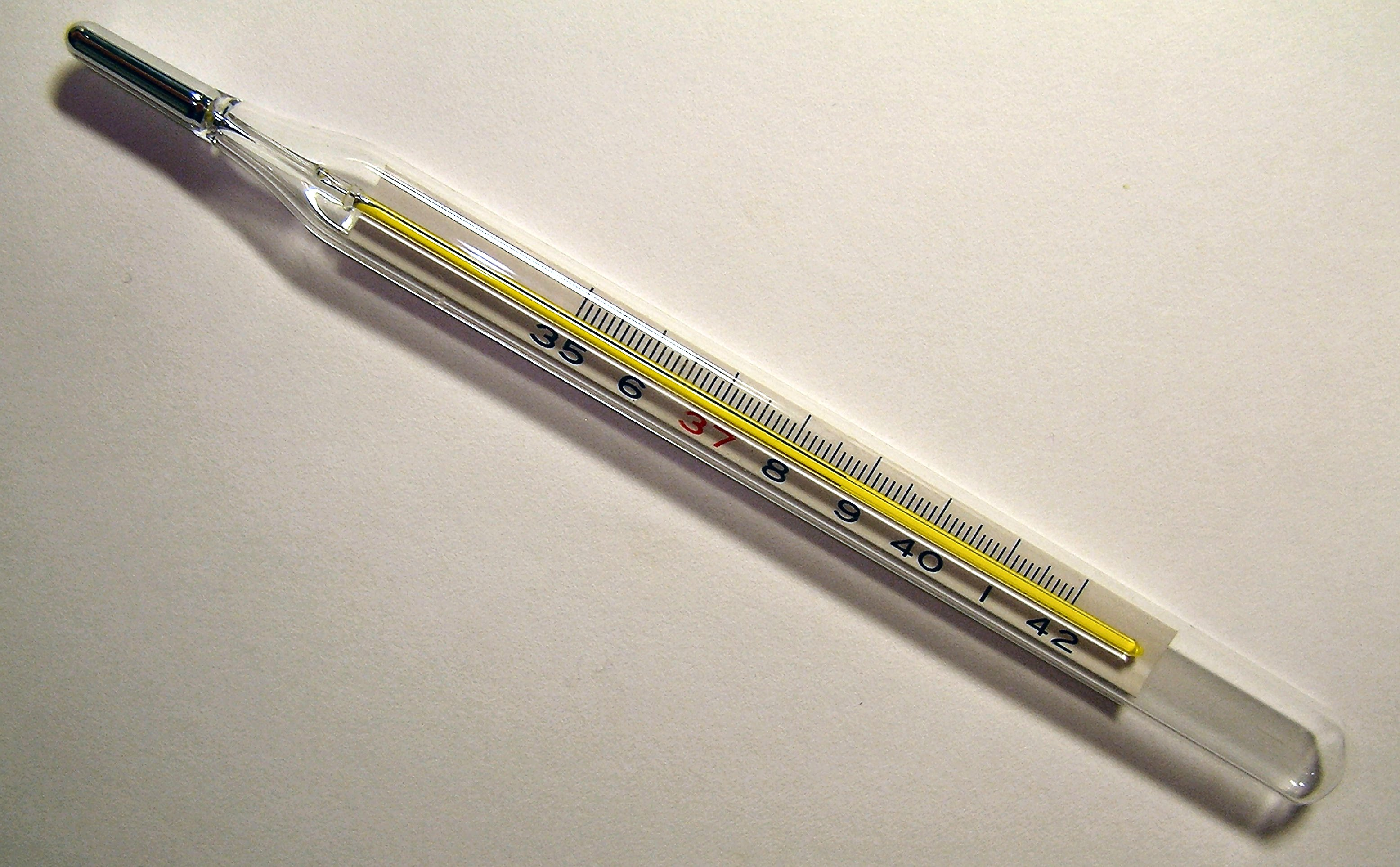
一隻醫用或臨床使用的醫療溫度計，目前顯示在 38.7 °C

醫療溫度計，又稱為體溫計、探熱針，是拿來量測人體溫度用的儀器。可用來量測口腔溫度、腋下溫度或是肛門內的直腸溫度。

## 按使用技術

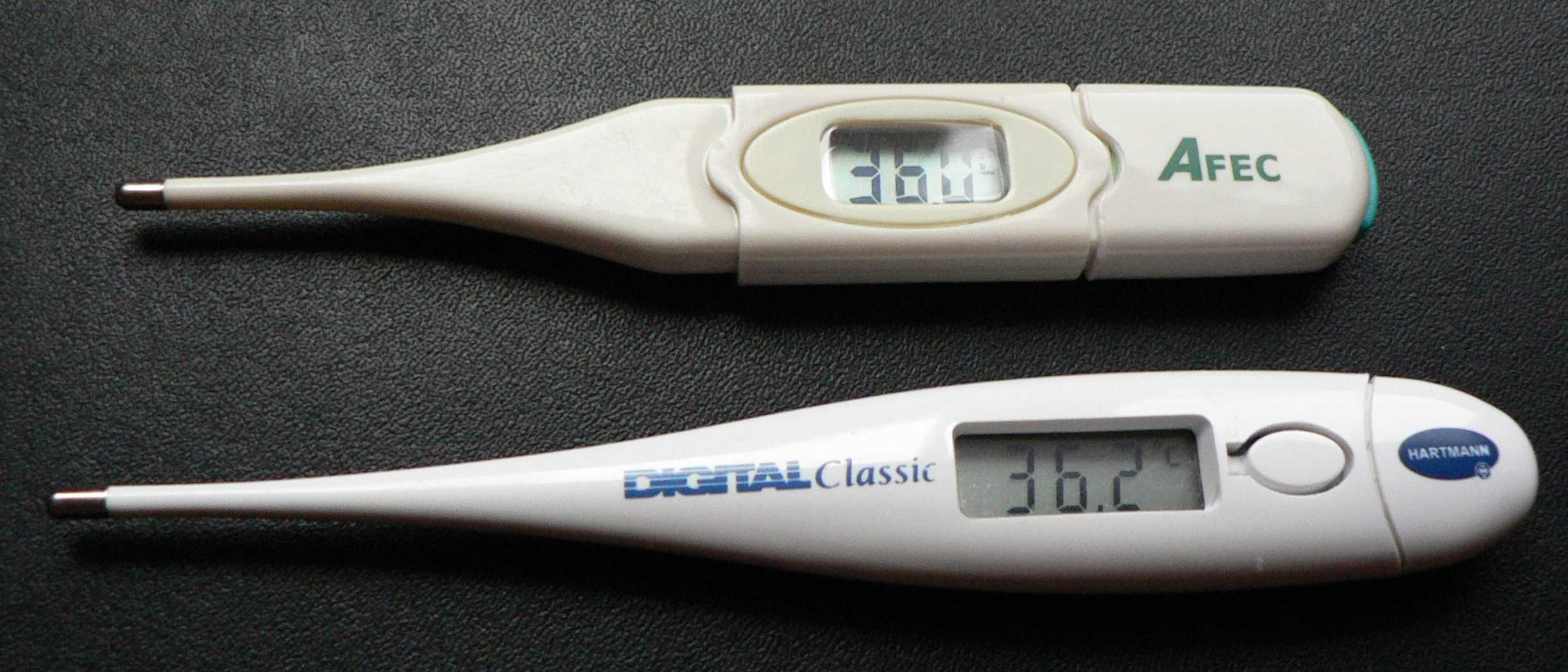
電子式臨床體溫計

傳統的水銀式醫療溫度計工作方式與氣象用最高溫度計相同。溫度計底端有一中空球狀膨起部份，連接一細小中空管狀部份，中空部份內填充水銀，溫度標示範圍95.F 到 108.F　(35.C到42.C)。當溫度上升時，水銀會膨脹，並且流出膨起部份進而流入中空管狀部份。藉由溫度計上的刻記號讀出溫度值。在底端球狀膨起部分與中空管狀的連接為一緊縮設計（截流區）。在溫度上升時，球狀部的水銀受熱膨脹而受力流出此一凹細部位。當溫度下降時，此一緊縮設計將阻止水銀流回球狀部，因此中空管狀內的水銀不會發生變化。當溫度計重新量測時，需要先甩動溫度計，讓中空管內的水銀回到球狀部份。

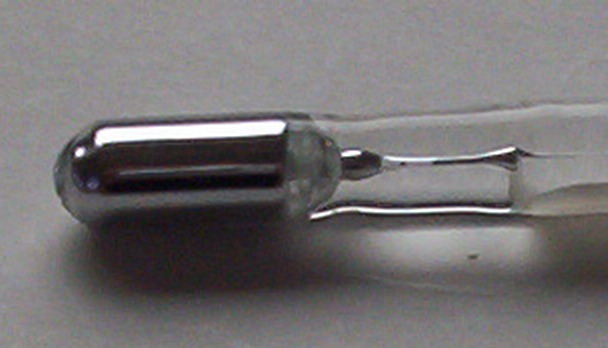
一隻水銀溫度計的近觀照片。當中的阻止水銀流回球狀部的緊縮設計清晰可見。

### 基礎體溫計
基礎體溫計是用來測量人體在早晨剛剛醒來時的基礎體溫。相較於日常的體溫，基礎體溫較沒有受到環境因素的影響，例如運動或是進食。這有利於偵測到體溫每日的細微變化。例如在排卵時或是甲狀腺功能有變化時。玻璃式發燒溫度計標注的刻度最小有 0.2ºF (0.1ºC)，基礎溫度計卻需要至少 0.1ºF (0.05ºC)的精確度。所以玻璃製的基礎溫度計是與一般的玻璃製發燒用溫度計分開販售的。但所有的電子式溫度計都有至少 0.1ºF (0.05ºC)的精確度，所以都可以用來作為基礎溫度計。有些數位溫度計特別標注為『基礎溫度計』設計有特別的功能，例如大型顯示幕、額外的記憶功能等，或是會發出聲響以引導放置正確的位置。

## 按測量位置

### 口腔
口腔溫度的採集是藉由病患將溫度計正確且安全的放置到口腔的能力。也就是排除了小孩或是無力抵抗咳嗽、虛弱的人或是會嘔吐的人。（這在反應快速的電子式溫度計來說比較沒有問題，但在水銀式溫度計中就是一個重要的課題，因為水銀式溫度計需要長的時間來反應溫度）其他應該注意的地方是，當病患在使用口腔式溫度計前
如果有飲用熱飲或是冰飲，那就必須考量其他的溫度測量方法。

### 直腸
在直腸溫度的量測時，特別是由另一人來量測時，應該要使用潤滑劑來幫助。雖然直腸溫度最為準確，但是要考量這樣的行為在某些國家或是文化中是令人難為情的。
另外如果置入溫度計的方式不正確則會讓病人感到不舒服甚至疼痛。嬰兒通常都使用直腸溫度量測，然而還是要藉由護士來操作比較妥當。

### 耳內或前額
有利用紅外線量測技術量測耳內鼓膜的耳內溫度計（耳溫槍）以及量測前額的前額溫度計，測量僅須幾秒鐘，速度最快。

### 腋下
部份電子溫度計可以讓使用者把溫度計夾在腋下量測體溫，雖然量度的時間比其他部位稍長，但是可以讓一些使用其他部位都不方便的人更容易測量體溫，坊間亦流傳使用水銀或酒精溫度計在放在腋下量度體溫，但是數值會不太準確。